# Federación Universitaria de Córdoba
La Federación Universitaria de Córdoba (FUC) es una organización estudiantil creada el 16 de mayo de 1918 en el curso de la Reforma Universitaria de 1918, para organizar y representar a los estudiantes que reclamaban la reforma de los estatutos de la Universidad Nacional de Córdoba, la más antigua de Argentina y una de las más antiguas de América. Su primera conducción fue un triunvirato integrado por Enrique Barros, Horacio Valdés e Ismael Bordabehere. La FUC representa a unos 120 000 estudiantes distribuidos en 15 facultades, cada una de ellas representadas por un centro de estudiantes, integrante de la FUC. La FUC es la emisora del célebre Manifiesto liminar de la Reforma Universitaria de 1918. Está afiliada a la Federación Universitaria Argentina (FUA).

## Origen
La Federación Universitaria de Córdoba nació en el curso de la Reforma Universitaria de 1918. El 10 de marzo de ese año, el descontento estudiantil acumulado frente al desmanejo de la Universidad Nacional de Córdoba se expresó en una marcha por el centro de la ciudad exigiendo la renuncia de las autoridades universitarias y la reforma de los estatutos. Como consecuencia de la marcha y los reclamos, el día 13 de marzo se creó el Comité Pro Reforma Universitaria, integrado por delegados de los tres centros de estudiantes entonces existentes: Ciencias Médicas (del que se desmembraron Farmacia y Odontología), Derecho e Ingeniería. 
Ese mismo día el Comité Pro Reforma declaró la huelga general estudiantil, en un documento firmado por Ernesto Garzón, Horacio Valdés, Gumersindo Sayago, Ismael Bordabehere, Jorge H. Basante, Alfredo Brandán Caraffa, Luis A. Arguello, Pedro Gordillo, Antonio Medina Allende, Natalio Saibene, Carlos Artasa Rodríguez, Roberto Ahumada, Luis Colombo y Manuel J. Tapia.
El 16 de mayo el Comité Pro Reforma se transformó en la Federación Universitaria de Córdoba (FUC), conducida por un triunvirato integrado por Enrique Barros, Horacio Valdés e Ismael Bordabehere adoptando como órgano de prensa a "La Gaceta Universitaria".
La FUC condujo la célebre rebelión estudiantil que estalló el 15 de junio de 1918 y transformó la universidad argentina y latinoamericana, y dos días después suscribió el igualmente célebre documento conocido como Manifiesto liminar, redactado en colaboración del egresado Deodoro Roca.

## Autoridades
Lista de presidentes de la FUC:

1918/19: Enrique Barros - Ismael Bordabehere - Horacio Valdés (Reformista)

1919/20: Horacio Miravet (Reformista)

1920/21: Jorge Orgaz (Reformista)

1921/22: Jorge Orgaz (Reformista)

1922/23: Edmundo S. Tolosa (Reformista)

1924/25: Santiago H. del Castillo (UCR Reformista)

1928/29: Edmundo S. Tolosa - José F. García (Reformistas)

1929/30: José F. Gracía

1930/31: Ricardo A. San Millan (Reformista)

1931/32: Albino Dalmastro (Reformista)

1932/33: Tomás Bordones (Reformista)

1933/34: Marcos Meeroff (Reformista)

1934/35: Emilio Domec

1938/39: Plácido Bugiatti (PC)

1939/40: Rufino Abaroa (radical sabattinista)

1940/41: Julio A. Méndez López

1941/42: Fernando Nadra (PC)

1942/43: Ariel Olivera

1945/46: Horacio Domingorena (UCR Reformista)

1946/47: Raúl Martín Virué

1947/48: Felio Bordón

1948/49: Silvio Borioli

1950/51: Carlos María "Chivo" García

1951/52: José Francisco Calvo

1953/54: Miguel Sanz Navamuel
1954/55: Roberto Habichain

1955/56: Julio Peiré

1956/57: Napoleón Beveraggi Allende

1957/58: Francisco Delich

1958/59: Oscar Moraña 

1960/61: Martín Ezpeleta (MNR)

1961/62: Hugo Bergamaschi

1962/63: Norberto Ciaravino

1963/64: Roberto Simes (MNR)

1964/65: Abraham Yehuda Kozak (UFI)

1965/66: Abraham Yehuda Kozak (UFI)

1966/67 (primer semestre): Triunvirato Provisorio Reorganizador (Juan José Lisdero, Waldo Ansaldi y Luis Litvin)
 
1966-67 (segundo semestre): Luis Alberto "Pepi" Seguí

1967/68: Rodolfo Vittar

1968/69: Carlos Scrimini (Federación Juvenil Comunista)

1973/74: Horacio Blanco (MNR)

1977/78: Carlos Carrizo

1978/79: Carlos Carrizo

1979/80: Carlos Carrizo

1980/81: Carlos Carrizo

1981/82: Carlos Maniero (MNR)

1982/83: Carlos Maniero

1983/84: José Serra (conducción provisoria, Franja Morada)

1984/85: José Serra (Franja Morada)

1985/87: Ricardo Aizpeolea (Franja Morada)

1987/89: Claudio Lehman (Santiago Pampillón)

1989/90: Hernán Faure (Franja Morada)

1990/92: John Boretto (Franja Morada)

1992/94: John Boretto (Franja Morada)

1994/96:Sergio Zen (Franja Morada)

1996/97: Pablo Igarzábal (Franja Morada)

1997/98: Rodrigo Mauro (Franja Morada)

1998/99: Matías del Pino (Franja Morada)

1999/00: Matías del Pino (Franja Morada)

2000/01: Juan Ibarguren (Franja Morada)

2001/02: Conrado Storani (Franja Morada)

2002/03: Conrado Storani (Franja Morada)

2003/04: Conrado Storani (Franja Morada)

2004/05: Gastón Olivero (Franja Morada)

2005/06: Brenda Austin (Franja Morada)

2006/07: Brenda Austin (Franja Morada)

2007/08: Brenda Austin (Franja Morada)

2008/09: Bruno Mini (Franja Morada)

2009/10: Facundo Quiroga Martínez (Franja Morada)

2010/11: Marco Puricelli (Franja Morada)

2011/12: Marco Puricelli (Franja Morada)

2012/13: Matías Lingua (Franja Morada)

2013/14: Matías Lingua (Franja Morada)

2014/15: Guillermo Massola (Franja Morada)

2015/16: Lautaro Blatto (Franja Morada)

2016/17: Mariana Sánchez Malo (SUR) - Julieta Altube (La Bisagra-MPE) - Gabriel Domínguez (La Mella).

2017/18: Sebastián Fondacaro (MNR) y Samir Mohuanna (Franja Morada) (Frente Deodoro Roca MNR–Franja Morada) (asumió el Vicepresidente a mitad de mandato)

2018/19: Eliana Córdoba (Franja Morada)

2019/21 : Rocio Chinellato (Franja Morada) (el mandato se extendió un año más por la pandemia de COVID-19)

2021/22: Gastón Soler (Frente reformista Deodoro Roca Franja Morada-MNR)

2022/23: Esteban Coalova (Frente reformista Deodoro Roca Franja Morada-MNR)

2023/24 Aylén Orellana (Frente Reformista Deodoro Roca Franja Morada-MNR)

2024/25 Cecilia Alfano (Frente Reformista Deodoro Roca Franja Morada-MNR)

2025/26 Constance Keegan (Frente Reformista Deodoro Roca Franja Morada-MNR)

## Agrupaciones y corrientes universitarias
A lo largo de su historia las más variadas tendencias, ideologías, partidos políticos y líneas de pensamiento, coexistieron y siguen coexistiendo en el movimiento estudiantil cordobés: comunistas, radicales, socialistas, peronistas, maoístas, independientes, trotskistas, nacionalistas, etc.
Desde principios de los años 1970, la FUC fue conducida principalmente por Franja Morada, perteneciente a la Unión Cívica Radical. En la década 2008/2017, Franja Morada condujo la FUC en nueve de esos diez años, el último de ellos integrando el frente Deodoro Roca con la agrupación socialista Movimiento Nacional Reformista (MNR). Otras agrupaciones importantes son la Corriente Universitaria Julio Antonio Mella (Patria Grande), Sur y La Bisagra (Movimiento de Participación Estudiantil), y La Trinchera - Frente Estudiantil de Izquierdas relacionada con el PTS y el PO.